# LZ78
LZ78 – słownikowa metoda bezstratnej kompresji danych. Została opracowana w 1978 roku przez Ja’akowa Ziwa i Awrahama Lempela i opisana w IEEE Transactions on Information Theory, w artykule pt. „Compression of individual sequences via variable-rate encoding” (s. 530–536).
Kompresja polega na zastępowaniu ciągów symboli indeksami do słownika przechowującego ciągi symboli, które wcześniej wystąpiły w kompresowanych danych. Dzięki temu wielokrotnie powtarzające się ciągi symboli (np. te same słowa, czy frazy w tekście) są zastępowane o wiele krótszymi indeksami (liczbami).
Autorzy LZ78 rok wcześniej opracowali metodę LZ77, w której słownik miał stałą wielkość, co powodowało, że jego zawartość zmieniała się cały czas wraz z napływaniem nowych danych. Skutkiem tego, jeśli na wejściu powtórzył się pewien ciąg, który co prawda występował wcześniej, ale w słowniku już go nie było, musiał zostać zapamiętany raz jeszcze.
Ogólnie metoda LZ78 jest bardzo zbliżona do LZ77, z tym jednak wyjątkiem, że słownik jest zewnętrzny i rozszerzany w miarę potrzeb, tak że żaden ciąg występujący w przetworzonych już danych nie jest tracony. Dzięki temu uzyskuje się lepszy współczynnik kompresji kosztem skomplikowania dostępu do słownika – ze względu na szybkość dostępu do poszczególnych słów jest on realizowany jako drzewo (binarne, trie) albo tablica haszująca.
Dużą zaletą metody jest to, że potencjalnie bardzo dużego słownika w ogóle nie trzeba zapamiętywać – zostanie on odtworzony przez dekoder na podstawie zakodowanych danych (patrz: przykład dekompresji). Jednak pewną wadą jest praktycznie jednakowa złożoność kodu kompresującego i dekompresującego.
W praktyce powszechnie używany jest wariant LZ78 nazywany LZW.

## Algorytm kompresji
Kompresowany jest ciąg {\displaystyle S} zawierający {\displaystyle n} symboli.
1. Wyczyść słownik.
2. {\displaystyle i:=0} ({\displaystyle i} – indeks pierwszego, nieprzetworzonego symbolu w {\displaystyle S}).
3. Dopóki {\displaystyle i<n,} wykonuj:
  1. Wyszukaj w słowniku najdłuższy podciąg równy początkowi nieprzetworzonych jeszcze symboli (podciąg {\displaystyle S[i\ldots ]}).
    - Jeśli udało się znaleźć taki podciąg, to wynikiem wyszukiwania jest jego indeks {\displaystyle k} w słowniku; dodatkowo słowo wskazywane przez ten indeks ma pewną długość {\displaystyle m.} Na wyjście wypisz parę (indeks, pierwszy niedopasowany symbol), czyli ({\displaystyle k,} {\displaystyle S[i+m]}) oraz dodaj do słownika znaleziony podciąg przedłużony o symbol {\displaystyle S[i+m]} (innymi słowy podciąg {\displaystyle S[i\ldots i+m]}). Zwiększ {\displaystyle i:=i+m.}
    - Jeśli nie udało się znaleźć żadnego podciągu, to znaczy, że w słowniku nie ma jeszcze symbolu {\displaystyle S[i].} Wówczas do słownika dodawany jest ten symbol, a na wyjście wypisywana para ({\displaystyle 0,} {\displaystyle S[i]}). Indeks 0 jest tutaj umowny, w ogólnym przypadku chodzi o jakąś wyróżnioną liczbę. Zwiększ {\displaystyle i} o jeden.

W praktycznych realizacjach słownik ma jednak ograniczoną wielkość – koder (i dekoder) różnie reaguje na fakt przepełnienia słownika; słownik może być:
- zerowany;
- dodawanie nowych słów zostaje wstrzymane;
- usuwane są te słowa, które zostały dodane najwcześniej;
- usuwane są te słowa, które występowały najrzadziej.

W uniksowym programie compress dodawanie słów zostaje wstrzymane, ale gdy współczynnik kompresji spadnie poniżej określonego poziomu, słownik jest zerowany.

## Algorytm dekompresji
1. Wyczyść słownik.
2. Dla wszystkich par (indeks, symbol – ozn. {\displaystyle k,} {\displaystyle s}) wykonuj:
  1. Jeśli {\displaystyle k=0,} dodaj symbol {\displaystyle s} do słownika. Na wyjście wypisz symbol {\displaystyle s.}
  2. Jeśli {\displaystyle k>0,} weź ze słownika słowo {\displaystyle w} spod indeksu {\displaystyle k.} Na wyjście wypisz słowo {\displaystyle w} oraz symbol {\displaystyle s.} Do słownika pod kolejnym indeksem dodaj słowo {\displaystyle w+s.}

## Modyfikacje algorytmu
Metoda LZ78 na przestrzeni lat była ulepszana, oto lista najbardziej znaczących modyfikacji:
- LZW (Terry Welch, 1984), LZC (1985) – praktyczna implementacja LZW
- LZJ (Matti Jakobson, 1985)
- LZT (J. Tischer, 1987), modyfikacja LZW
- LZMW (1985), LZAP (1988) – modyfikacja LZW

## Przykład kompresji
Zostanie skompresowany ciąg: abbbcaabbcbbcaaac.
| wejście | wyjście | SŁOWNIK | SŁOWNIK | komentarz |
| wejście | wyjście | indeks  | słowo   | komentarz |
| ------- | ------- | ------- | ------- | --- |
| a       | (0,a)   | 1       | a       | w słowniku nie ma symbolu a |
| b       | (0,b)   | 2       | b       | w słowniku nie ma symbolu b |
| bb      | (2,b)   | 3       | bb      | w słowniku jest ciąg b (indeks 2), nie ma natomiast bb; na wyjście zapisywana jest para (istniejące słowo, symbol), a do słownika dodawane nowe słowo bb       |
| c       | (0,c)   | 4       | c       | w słowniku nie ma symbolu c |
| aa      | (1,a)   | 5       | aa      | w słowniku jest ciąg a (indeks 1), nie ma natomiast aa; na wyjście zapisywana jest para (istniejące słowo, symbol), a do słownika dodawane nowe słowo aa       |
| bbc     | (3,c)   | 6       | bbc     | w słowniku jest ciąg bb (indeks 3), nie ma natomiast bbc; na wyjście zapisywana jest para (istniejące słowo, symbol), a do słownika dodawane nowe słowo bbc    |
| bbca    | (6,a)   | 7       | bbca    | w słowniku jest ciąg bbc (indeks 6), nie ma natomiast bbca; na wyjście zapisywana jest para (istniejące słowo, symbol), a do słownika dodawane nowe słowo bbca |
| aac     | (5,c)   | 8       | aac     | w słowniku jest ciąg aa (indeks 5), nie ma natomiast aac; na wyjście zapisywana jest para (istniejące słowo, symbol), a do słownika dodawane nowe słowo aac    |

Można zauważyć, że do słownika dodawane są coraz dłuższe słowa.

## Przykład dekompresji
Zostaną zdekompresowane dane z poprzedniego przykładu.
| wejście | wyjście | SŁOWNIK | SŁOWNIK | komentarz |
| wejście | wyjście | indeks  | słowo   | komentarz |
| ------- | ------- | ------- | ------- | --- |
| (0,a)   | a       | 1       | a       | symbol a jest wyprowadzany na wyjście, do słownika jest dodawany ciąg jednoelementowy a                                                                                     |
| (0,b)   | b       | 2       | b       | symbol b jest wyprowadzany na wyjście, do słownika jest dodawany ciąg jednoelementowy b                                                                                     |
| (2,b)   | bb      | 3       | bb      | na wyjście wypisywane jest słowo b ze słownika (indeks 2), wypisywany jest także symbol b; do słownika dodawany jest nowy ciąg będący sklejeniem słowa 2. i symbolu: bb     |
| (0,c)   | c       | 4       | c       | symbol c jest wyprowadzany na wyjście, do słownika jest dodawany ciąg jednoelementowy c                                                                                     |
| (1,a)   | aa      | 5       | aa      | na wyjście wypisywane jest słowo a ze słownika (indeks 1), wypisywany jest także symbol a; do słownika dodawany jest nowy ciąg będący sklejeniem słowa 1. i symbolu: aa     |
| (3,c)   | bbc     | 6       | bbc     | na wyjście wypisywane jest słowo bb ze słownika (indeks 3), wypisywany jest także symbol c; do słownika dodawany jest nowy ciąg będący sklejeniem słowa 2. i symbolu: bbc   |
| (6,a)   | bbca    | 7       | bbca    | na wyjście wypisywane jest słowo bbc ze słownika (indeks 6), wypisywany jest także symbol a; do słownika dodawany jest nowy ciąg będący sklejeniem słowa 6. i symbolu: bbca |
| (5,c)   | aac     | 8       | aac     | na wyjście wypisywane jest słowo aa ze słownika (indeks 5), wypisywany jest także symbol c; do słownika dodawany jest nowy ciąg będący sklejeniem słowa 5. i symbolu: aac   |

## Przykładowy program
Poniższy program napisany w języku Python koduje dane metodą LZ78 (LZ78_encode), a następnie dekoduje (LZ78_decode) i na końcu stwierdza, czy proces kodowania i dekodowania przebiegł prawidłowo, wyświetlając przy okazji podsumowanie.
Przykładowe wynik działania programu, gdy kompresji zostało poddane źródło artykułu Python:
```
$ python LZ78.py python-artykul.txt
Liczba par: 6295
Maks. liczba bitów potrzebna do zapisania kodu: 13
Maks. liczba bitów potrzebna do zapisania pary: 13 + 8 = 21
Rozmiar danych wejściowych: 23805 bajtów
Rozmiar danych skompresowanych: 16525 bajtów
Stopień kompresji: 30.58%

```

Uwaga: stopień kompresji zależy również od sposobu zapisu kodów – w tym programie do obliczeń rozmiaru danych skompresowanych i stopnia kompresji założono, że każdy kod zajmuje stałą liczbę bitów. W praktycznych aplikacjach rozwiązania mogą być inne.
```
# -*- coding: iso-8859-2 -*-

def
 
LZ78_encode
(
data
):

        
D
 
=
 
{}

        
n
 
=
 
1

        
c
 
=
 
''

        
result
 
=
 
[]

        
for
 
s
 
in
 
data
:

                
if
 
c
 
+
 
s
 
not
 
in
 
D
:

                        
if
 
c
 
==
 
''
:

                                
# specjalny przypadek: symbol 's'

                                
# nie występuje jeszcze w słowniku

                                
result
.
append
(
 
(
0
,
 
s
)
 
)

                                
D
[
s
]
 
=
 
n

                        
else
:

                                
# ciąg 'c' jest w słowniku

                                
result
.
append
(
 
(
D
[
c
],
 
s
)
 
)

                                
D
[
c
 
+
 
s
]
 
=
 
n

                        
n
 
=
 
n
 
+
 
1

                        
c
 
=
 
''

                
else
:

                        
c
 
=
 
c
 
+
 
s

        
return
 
result

def
 
LZ78_decode
(
data
):

        
D
 
=
 
{}

        
n
 
=
 
1

        
result
 
=
 
[]

        
for
 
i
,
 
s
 
in
 
data
:

                
if
 
i
 
==
 
0
:

                        
result
.
append
(
s
)

                        
D
[
n
]
 
=
 
s

                        
n
 
=
 
n
 
+
 
1

                
else
:

                        
result
.
append
(
D
[
i
]
 
+
 
s
)

                        
D
[
n
]
 
=
 
D
[
i
]
 
+
 
s

                        
n
 
=
 
n
 
+
 
1

        
return
 
''
.
join
(
result
)

if
 
__name__
 
==
 
'__main__'
:

        
import
 
sys

        
from
 
math
 
import
 
log
,
 
ceil

        
if
 
len
(
sys
.
argv
)
 
<
 
2
:

                
print
 
"Podaj nazwę pliku"

                
sys
.
exit
(
1
)

        
data
 
=
 
open
(
sys
.
argv
[
1
])
.
read
()

        
comp
 
=
 
LZ78_encode
(
data
)

        
decomp
 
=
 
LZ78_decode
(
comp
)

        
if
 
data
 
==
 
decomp
:

                
k
 
=
 
len
(
comp
)

                
n
 
=
 
int
(
ceil
(
log
(
max
(
index
 
for
 
index
,
 
symbol
 
in
 
comp
),
 
2.0
)))

                
l1
 
=
 
len
(
data
)

                
l2
 
=
 
(
k
*
(
n
+
8
)
 
+
 
7
)
/
8

                
print
 
"Liczba par: 
%d
"
 
%
 
k

                
print
 
"Maks. liczba bitów potrzebna do zapisania kodu: 
%d
"
 
%
 
n

                
print
 
"Maks. liczba bitów potrzebna do zapisania pary: 
%d
 + 
%d
 = 
%d
"
 
%
 
(
n
,
 
8
,
 
n
+
8
)

                
print
 
"Rozmiar danych wejściowych: 
%d
 bajtów"
 
%
 
l1

                
print
 
"Rozmiar danych skompresowanych: 
%d
 bajtów"
 
%
 
l2

                
print
 
"Stopień kompresji: 
%.2f%%
"
 
%
 
(
100.0
*
(
l1
-
l2
)
/
l1
)

                
# print data

                
# print decomp

        
else
:

                
print
 
"Wystąpił jakiś błąd!"

```